# Водэ-Мокряк, Нина Георгиевна
Нина Георгиевна Водэ-Мокряк (рум. Nina Vodă-Mocreac; 5 мая 1937, Вадул-Лека, Теленештский район — 29 ноября 2013, Кишинёв) — советская и молдавская актриса театра и кино, Народная артистка Молдавской ССР (1991).

## Биография
Нина Водэ-Мокряк родилась 5 мая 1937 года в селе Вадул-Лека Теленештского района (Румыния, сегодня Молдавия). В 1960 году окончила Высшее театральное училище имени Б. В. Щукина в Москве. После окончания училища вернулась в Кишинёв и в том же году стала одной из основателей театра для детей и молодежи «Лучафэрул», где работала до ухода на пенсию.
Умерла 29 ноября 2013 года от сердечного приступа.

## Награды
- Орден «Знак Почёта» (1976).
- Заслуженная артистка Молдавской ССР .
- Народная артистка Молдавской ССР (1991).
- Орден Почёта (2010)[2].

## Работы в театре
- «Дом Бернарды Альбы» Ф. Г. Лорка — Бернарда Альба
- «Женитьба» Н. Гоголь — Агафья Тихоновна
- «Дуэль» Баяджиев — Нази
- «Земля» И. Подоляну — Ирина
- «Дети и яблоки» Кондря — Вета
- «День Свадьбы» Розов — Рита
- «Молодость родителей» — Наташа
- «Ипполит и другие» Еврипид — Корифей
- «Птицы нашей молодости» И. Друцэ — Артина
- «Остановите Малахова» В. Аграновский — мама
- «Оптимистическая трагедия» Вс. Вишневский — пожилая женщина

## Фильмография
- 1965 — Последняя ночь в раю (Ultima noapte în rai; Молдова-фильм) — Александра
- 1967 — Нужен привратник (Молдова-фильм) — Смерть
- 1969 — Один перед любовью (Сингур ын фаца драгостей; Молдова-фильм) — Лида Негреску
- 1977 — Кто — кого (Молдова-фильм) — мать Трофимаша
- 1981 — Переходный возраст (Молдова-фильм) — администратор гостиницы
- 1982 — Всё могло быть иначе (Молдова-фильм) — актриса
- 1982 — Лебеди в пруду (Молдова-фильм)
- 1989 — Без надежды надеюсь (Молдова-фильм)